# Фивиццано
Фивиццано (итал. Fivizzano) — коммуна в Италии, располагается в регионе Тоскана, в провинции Масса-Каррара.
Население составляет 8815 человек (2008 г.), плотность населения составляет 49 чел./км². Занимает площадь 180 км². Почтовый индекс — 54013. Телефонный код — 0585.
Покровителем коммуны почитается святой Антоний Великий, празднование 17 января.

## Демография
Динамика населения:

## Администрация коммуны
- Официальный сайт: http://www.comune.fivizzano.ms.it/